# تاریخ سوئد (۱۵۲۳–۱۶۱۱)
تاریخ سوئد (۱۵۲۳–۱۶۱۱) مشهور به دوره واسای نخستین، دوره‌ای در تاریخ سوئد است که بین سال‌های ۱۵۲۳ تا ۱۶۱۱ میلادی به طول انجامید. این دوره با بازپس‌گیری استکهلم از دانمارکی‌ها توسط گوستاو واسا و مردانش در سال ۱۵۲۳ و در خواست سوئدی‌ها برای ترک اتحاد کالمار آغاز شد و با سلطنت پسران گوستاو تا کارل نهم ادامه پیدا کرد. پس از این دوره، عصر امپراتوری سوئد یا Stormaktstiden آغاز شد که در زبان سوئدی به معنای دوره قدرت بزرگ است.
دورهٔ پادشاهی گوستاو با اصلاحات سیاسی-مذهبی داخلی، از جمله اصلاحات پروتستانی که در آن او به پروتستانتیسم گروید و املاک و ثروت کلیسای کاتولیک را تصرف کرد و اتحاد استان‌ها شناخته شده است. پس از مرگ گوستاو در سال ۱۵۶۰، بزرگ‌ترین پسرش اریک جانشین او شد. اریک هوشمند و ماهر بود، اما در تنشی همیشگی با برادرش و دیگر اشراف بود. او در دو جنگ علیه دانمارک، روسیه و لهستان درگیر شد؛ اما در دوره‌ای در سال ۱۵۶۷ از بیماری روانی رنج می‌برد. او در سال ۱۵۶۸ برکنار شد و برادرش جان به جای او بر تخت نشست.
جان اوضاع بین‌المللی را تثبیت و صلح برقرار کرد. او همچنین می‌خواست تا حدی کلیسای کاتولیک رم را احیا کند، اما این ایده هیچگاه محقق نشد. پس از مرگ جان در سال ۱۵۹۲، پسرش زیگیسموند جانشین او شد. پیشتر زیگیسموند به واسطهٔ مادرش پادشاه لهستان–لیتوانی بود و از ۱۵۸۷ تا ۱۶۳۲ بر آن کشور حکومت کرد. او یک حکومت نایب السلطنه‌ای را برقرار کرد و به اقامت خود در لهستان ادامه داد. زیگیسموند پس از آگاهی از شورای کلیسایی اوپسالا که آموزه‌های لوتری سوئد را اعلام کرد، برای اعتراض به سوئد بازگشت و فهمید که پارلمان ایالت‌ها او را از شاهی برکنار کرده و جوان‌ترین پسر گوستاو واسا، یعنی عمویش کارل نهم را جانشین او کرده است. جنگ داخلی کوتاهی در پی آن رخ داد که زیگیسموند در آن شکست خورد. او از سوئد گریخت و دیگر هرگز بازگشت.

## ایجاد سلسله واسا
در سال ۱۵۲۰، استکهلم توسط کریستیان دوم دانمارکی تصرف شد و حمام خون استکهلم براه افتاد. در سال ۱۵۲۱ گوستاو اریکسن اشراف‌زاده و از بستگان استن اتور سالخورده، با هدف شکست دادن دانمارکی‌ها موفق شد نیروهای نظامی از دالارنا در شمال غرب سوئد جمع‌آوری کند و از لوبک کمک بگیرد. در ماه اوت ۱۵۲۱، مردانش او را به عنوان پادشاه خود را برگزیدند. جنگ آزادی‌بخش سوئد آغاز شد و تا تسخیر استکهلم در ژوئن ۱۵۲۳ ادامه داشت. پس از آن گوستاو واسا پایه‌های حکومت خود را در برابر ادعای دانمارک تثبیت کرد.
اصلاحات مالیاتی در سال‌های ۱۵۳۸ و ۱۵۵۸ صورت گرفت که به موجب آن مالیات‌های پیچیده کشاورزان آزاد در سراسر سرزمین ساده و استاندارد شدند و ارزیابی مالیاتی کشتزارها بر پایهٔ توانایی پرداخت تنظیم شد. درآمدهای مالیاتی تاج و تخت افزایش یافت، اما مهم‌تر از آن سیستم جدید عادلانه‌تر و قابل قبول‌تر گردید. جنگ با لویبک در سال ۱۵۳۵ اخراج بازرگانان هانزا را که تا آن زمان داد و ستد خارجی را در انحصار داشتند، در پی داشت. با تصدی بازرگانان سوئدی، قدرت اقتصادی سوئد به سرعت رشد کرد و تا سال ۱۵۴۴ گوستاو دارای ۶۰٪ از زمین‌های کشاورزی تمام سوئد شد. سوئد دارای اولین ارتش مدرن در اروپا شد که با سیستم مالیاتی پیچیده و بوروکراسی دولتی پشتیبانی می‌شد. گوستاو پادشاهی سوئد را در خاندان واسا موروثی اعلام کرد. این خاندان بر سوئد (۱۵۲۳–۱۶۵۴) و لهستان (۱۵۸۷–۱۶۶۸) حکومت می‌کرد.
پس از مرگ گوستاو، پسرش بزرگش اریک چهاردهم بر تخت نشست. از رویدادهای بارز پادشاهی او ورود سوئد به جنگ لیوونی و جنگ هفت ساله شمالی، رابطه بین بیماری روانی روزافزونش و مخالفت با اشرافیت که پیآمد آن قتل‌های استور (۱۵۶۷) و زندانی کردن برادرش جان سوم بود با کاترین یاگلونیسا خواهر سیگیسموند دوم آگوستوس ازدواج کرده بود. شورش نجیب‌زادگان به رهبری جان به برکناری اریک و پادشاهی جان انجامید و ولیعهدی پسرجان، زیگیسموند را در پی داشت؛ ولی زیگیسموند هم قادر به حفظ تاج و تخت در برابر جوانترین پسر گوستاو، کارل نهم نبود.

## اصلاحات
گوستاو واسا مدت کوتاهی پس ازبه قدرت رسیدن در سال ۱۵۲۳، از پاپ در رم درخواست کرد تا یوهانس مگنوس را به عنوان اسقف اعظم جدید جانشین گوستاو ترول کند. گوستاو ترول به دلیل ارتباطش با دانمارکی‌ها به‌طور رسمی توسط پارلمان ایالتها برکنار شده بود. پاپ، نخست خودداری کرد اما یک سال بعد موافقت نمود. مگنوس بین اصلاحات پادشاه و اسقفهای کاتولیک قرار گرفته بود. او در یک مأموریت دیپلماتیک در سال ۱۵۲۶ به روسیه فرستاده شد در حالی که پادشاه به اصلاحات ادامه می‌داد. مگنوس در سال ۱۵۳۳ به رم سفر کرد و تقدیس شد، اما هرگز به خانه بازنگشت.
در همین حال، گوستاو در سال ۱۵۲۶ همه نشریه‌های چاپی کاتولیک را زیر فشار گذاشت تا دو سوم از یک دهم سهم کلیسای آن‌ها را برای پرداخت بدهی‌های ملی (بدهکار به سربازان آلمانی که او را در رسیدن به تاج و تخت کمک کرده بودند) بگیرد. در سال ۱۵۲۹، او برای یک نشست کلیسایی در اربرو فراخوان داد و بدون گسست رسمی از رم، تمام آیین‌های کاتولیک، سمبلیک و نمادین اعلام گردید، اگر چه هنوز هم حفظ شدند. پشتیبانی از کاتولیک هنوز هم در سراسر کشور قوی بود و گوستاو ترجیح داد تا حرکتی آرام داشته باشد و نخست در گسترش دادن آموزش اصلاحات کوشید.
گام نهایی در سال ۱۵۳۱ برداشته شد، هنگامی که گوستاو واسا، لورنتیوس پتری را به عنوان اسقف اعظم اوپسالا و سوئد اعلام کرد. لورنتیوس و اولاس برادرش، و میکائیل آگریکولا در اوسترلاند (فنلاند امروز)، در سراسر دهه‌های بعد متن‌های لوتری را نوشتند و چاپ کردند. مخالفت هنوز قوی بود، نه گوستاو و نه جانشین او اریک چهاردهم، جرأت اصلاحات بنیادین نداشتند. فرمان کامل کلیسای لوتری تا "فرمان کلیسای سوئد ۱۵۷۱ " ارائه نشد. "فرمان کلیسای سوئد ۱۵۷۱ " در پارلمان در سال ۱۵۹۱ تعریف شد، و با بیانی از ایمان، توسط شورای کلیسایی اوپسالا در سال ۱۵۹۳ نهایی گردید.

### شورش روستاییان
گوستاو با شورش روستاییان بین ۱۵۲۵ تا ۱۵۴۳ روبرو شد، که با جنگ داکه پایان یافت. در تمام این شورش‌ها مذهب تا حد زیادی نقش داشت، هر چند افزایش بار مالی بدون شک شدید بود و دهقانان دادخواهی ویژهٔ خود را نیزداشتند. مصادرهٔ عمده و توهین به داراییهای کلیسا آن‌ها را به خشم آورده بود و به‌طور رسمی به ورود آیین "لوتری" اعتراض کردند. آن‌ها بر بازسازی آداب و رسوم کهن کاتولیک اصرار داشتند.

### تلاش برای پیوستن دوباره به کلیسای کاتولیک
اصلاحات سوئد در زمان اریک چهاردهم همراستا با اصلاحات زمان فرمانروایی پدرش پیش می‌رفت، حفظ تمام سنتهای قدیمی کاتولیک خلاف کتاب مقدس در نظر گرفته نمی‌شد. پس از ۱۵۴۴، هنگامی که شورای ترنت به‌طور رسمی اعلام کرد که کتاب مقدس و سنت هر دو منابع معتبر تمام آموزه‌های مسیحی هستند، تضاد بین آموزشهای‌های قدیم و جدید نمایان تر شد و در بسیاری از کشورها یک حزب میانه‌رو با هدف سازش با بازگشت به کلیسای پدران به وجود آمد. شاه سوئد، جان سوم که فرهیخته‌ترین واساها و تا حدودی یک کارشناس الهیات بود بیشتر تحت تأثیر این دیدگاه‌های میانه‌رو قرار گرفت. پس از نشستن بر تخت اقدام به برگرداندن کلیسای سوئد به "کلیسای بدوی وابسته به پاپ و ایمان کاتولیک سوئد" نمود و در سال ۱۵۷۴، یک شورای کلیسایی را در استکهلم متقاعد به پذیرش برخی بندها کرد که توسط خودش تهیه شده بود. در فوریه ۱۵۷۵ فرمان کلیسایی جدیدی، نزدیکتر به پدران کلیسا، به یک شورای کلیسایی دیگر ارائه گردید که با بی میلی بسیار پذیرفته شد. در سال ۱۵۷۶ یک نیایش سرایی جدید در مدل رومی، اما با تغییراتی چشمگیر منتشر شد.
با وجود مخالفت دوک کارل و پروتستانهای تندرو، این اقدامات توسط پارلمان ایالتها در سال ۱۵۷۷ به تصویب رسید و حزب کاتولیک در اروپا را بسیار تشویق کرد، جان سوم در نهایت به فرستادن یک نماینده به رم برای آغاز مذاکرات پیوستن دوبارهٔ کلیسای سوئد به سریر مقدس متقاعد شد. هر چند ژزوییت آنتونیو پوسوینو برای تکمیل تغییر کیش پادشاه سوئد به استکهلم فرستاده شد، ولی جان سوم می‌خواست تنها با شرایط خاصی بازگشت در آغوش کاتولیک را بپذیرد. این شرایط هرگز برآورده نشدند، و تنها نتیجه همهٔ این مذاکرات نهانی خشم بیشتر پروتستان‌ها در برابر نیایش سرایی جدیدی بود که استفاده از آن را پارلمان ایالتها در سال ۱۵۸۲، بدون استثنا برهر گروه عبادت‌کنندهٔ درون قلمرو اجباری کرده بود.
در طول این دوره به دوستان پروتستان کارل افزوده شدند. بلافاصله پس از مرگ جان سوم، در ۵ مارس ۱۵۹۳، شورای کلیسایی اوپسالا (Uppsala Synod)، فراخوان شده توسط دوک کارل، نیایش سرایی جدید را کنار گذاشت و ایمان ضد کاتولیک را مطرح کرد. کتاب مقدس و سه مذاهب بدوی پایه‌های واقعی ایمان مسیحی اعلام شد و اعتراف آگسبورگ به تصویب رسید.

### واکنش زیگیسموند
هنگامی که زیگیسموند در۱۵۹۳ از تصمیم شورای کلیسایی اوپسالا آگاه شد، آن را تجاوز به حق خود دانست. در بدو ورودش به سوئد ابتدا با تأیید آنچه انجام شده بود کوشید تا زمان به دست‌آورد اما پرخاشگری از جناح پروتستان و پافشاری دوک کارل، جنگ داخلی را اجتناب ناپذیر کرد. در نبرد استانگبرو (Stångebro) در۲۵ سپتامبر ۱۵۹۸، جنگ به نفع کارل و پروتستانها تمام شد. زیگیسموند از سوئد فرار کرد و هرگز بازنگشت. در تاریخ ۱۹ مارس ۱۶۰۰، پارلمان لینشوپینگ وی را با عنوان کارل نهم پادشاه سوئد اعلام کرد. زیگیسموند و فرزندانش از تاج و تخت سوئد محروم اعلام شدند، و از آن زمان به بعد تاج به وارثان مرد از خاندان کارل رسید.

## روابط خارجی
سوئد تعامل خارجی مستقل کمی در زمان اتحادیه کالمار داشت و در آغاز فرمانروایی گوستاو، هدف چیزی بیش از حفظ موقعیت خود نبود. او درحالیکه که به تاجران لوبک بدهی داشت، با استفاده از کمک‌های دانمارک با آتش‌بس ۲۸ اوت ۱۵۳۷ خود را از این بدهی رهانید. بدین ترتیب سوئد برای اولین‌بار در تاریخ، اختیاردار آب‌های خود شد. اما برتری دانمارک همچنان مسلم و گوستاو به آنها بدبین بود. هنگامی که سوئد از اتحادیه کالمار خارج شد، دانمارک و نروژ اتحادیه خود را به نام دانمارک-نروژ تشکیل دادند و پادشاه دانمارک کریستیان سوم همچنان به نمایش نشان سوئد (سه تاج) در آرم خود ادامه داد، که گویای ادعای حاکمیتش بود. نگرش روسیه همسایه شرقی سوئد نیز که پادشاه سوئد برای داشتن رابطه خوب با آن بیمناک بود، توهین‌آمیز بود. گوستاو به ایوان مخوف که سودای فرمانروایی بر سراسر کنارهٔ دریای بالتیک را در سر داشت، جنگی بی‌ثمر در سال‌های ۱۵۵۴ تا ۱۵۵۷ تحمیل کرد.

### نخستین درگیری‌ها
سر انجام سوئد بی‌طرفی خود را رها و امپراتوری خود را پایه‌گذاری کرد. در آخرین سال زندگی گوستاو یعنی ۱۵۶۰، اتحادیه لیوونی در بین دشمنان اسلاو خود، جدا افتاده بود. هنگامی که سپاه مسکووی‌ها در ۱۵۵۸ تا ۱۵۶۰ وارد زمین‌ها شد و کل استان را تهدید کرد، وضعیت وخیم تر شد. آخرین رئیس اتحادیه کتلر فون گوتارد، با ناامیدی از همسایگان متمدن خود درخواست کرد تا او را نجات دهند. در اکتبر۱۵۶۰ اریک به حکومت رسید و در همان سال سوئد را در جنگ لیوونی درگیر کرد. در مارس ۱۵۶۱، شورای شهر ریوال به سوئد تسلیم شد و به پایگاهی برای پیروزی بیشتر سوئد در منطقه تبدیل گردید. پس از آن، سوئد ناگزیر بود به سیاست جنگ و کشورگشایی ادامه دهد چون عقب‌نشینی به معنی نابودی تجارت بالتیک بود. اریک چهاردهم همچنین مانع نقشه‌های دانمارکی‌ها برای تسخیر استونی شد و نشان‌های نروژ و دانمارک را به آرم خود اضافه کرد. لوبک، ناراحت از مانعی که اریک بر سر راه داد و ستد با روسیه ایجاد کرده بود با دانمارک در جنگ مقابل سوئد متحد شد. لهستان نیز که خواهان کنترل بازرگانی بالتیک بود کمی پس از آن به آن‌ها پیوست.

### تشدید درگیری‌ها
در بورنهولم، در تاریخ ۳۰ مه ۱۵۶۳، ناوگان دانمارکی بر نیروی دریایی سوئد آتش گشود. نبردی که آغاز شد با شکست دانمارک به پایان رسید. فرستادگان پادشاهی آلمان به مذاکره صلح فرستاده شدند، اما سوئد در محل ملاقات که روستوک بود، حاضر نشد. در تاریخ ۱۳ اوت ۱۵۶۳، در استکهلم توسط فرستادگان دانمارک و لوبک، اعلام جنگ شد. این‌گونه جنگ هفت ساله شمالی با یورشی سخت در خشکی و دریا آغاز گردید. اریک بی باکانه به جنگ ادامه داد تا دیوانگیش در سال ۱۵۶۷ جنگ سوئد را متوقف کرد. او در سال ۱۵۶۸ برکنار شد و جان به جایش نشست که برای صلح تلاش کرد و در نهایت با پیمان استتین در سال ۱۵۷۰ موفق به برقراری صلح گردید. پس از آن جان در سال ۱۵۷۸ وارد لیگ ضد روسی استفان باتوری لهستان شد. جنگ بین روسیه و سوئد برای تسلط بر استونی و لیوونی (۱۵۷۱-۱۵۷۷) برای سوئد بدون وقفه فاجعه بار بود، و در آغاز سال ۱۵۷۷، سپاه بی‌شمار روسها در ریوال اردو زد. با کمک باتوری، کفه ترازو خیلی زود در جهت مخالف حرکت کرد. ایوان چهارم شش ماه پس از صلح خفت بار خود با پادشاه لهستان، از پیمان آتش‌بس با سوئد در پلوسا در تاریخ ۵ اوت ۱۵۸۲، خوشوقت شد. خیلی زود پس از انقضای آتش‌بس روسها جنگ را از سر گرفتند که منجر به پیمان تیاوزینو گردید که برای سوئد به مراتب کمتر سودمند بود.

### زیگیسموند و رابطه با لهستان
دوک زیگیسموند سوئدی، پسر جان سوم، توسط مادرش به مذهب کاتولیک درآمده بود. او در تاریخ ۱۹ اوت ۱۵۸۷، به پادشاهی لهستان انتخاب شد. شانزده روز بعد بر اساس یکی از بندهای پیمان کالمار، که به امضای جان و زیگیسموند رسید، مقرر شد که روابط آینده بین دو کشور زمانی ادامه یابد که رفته رفته زیگیسموند به عنوان پادشاه سوئد جانشین پدرش شود. شرط دو پادشاهی این بود که در اتحاد دائمی‌باشند، اما هر یک از آن‌ها قانون و سنت ویژه خود را حفظ کنند و سوئد می‌توانست دین خود را داشته باشد. چنین تغییراتی ممکن بود در شورای رایزنان شاهی بررسی شود، اما نه پاپ و نه شورا شانه خالی کردن زیگیسموند از تعهداتش نسبت به سوئد را نپذیرفتند. در مدت غیبت زیگیسموند در سوئد کشور توسط هفت سوئدی اداره می‌شد، شش نمایدهٔ شاه و دیگری عموی او کارل دوک سودرمانلاند، رهبر پروتستان‌های سوئد. هیچ مالیات جدیدی در طول غیبت پادشاه در سوئد وضع نشده بود، اما سوئد هرگز نمی‌توانست از لهستان اداره شود. هر گونه تغییرات لازم در این بندها تنها با رضایت مشترک پادشاه، دوک کارل و اصیل زادگان سوئد انجام می‌گرفت.